# Escuts i banderes del Vallès Oriental
Els escuts i banderes del Vallès Oriental són el conjunt d'escuts i banderes dels municipis de l'esmentada comarca.
S'hi inclouen els escuts i les banderes oficialitzats per la Conselleria de Governació i Administracions Públiques de la Generalitat de Catalunya des del 1981, que és qui en té la competència.
Pel que fa als escuts comarcals, alguns s'han creat expressament per representar els Consells i, per extensió, són el símbol de tota la comarca.
En altres casos, com en la comarca del Vallès Oriental, no trobem cap símbol, ni oficial ni oficiós, que la identifiqui.
No tenen escut ni bandera oficial els municipis de Granollers i Santa Maria de Palautordera.

## Escuts oficials

l'Ametlla del Vallès Publicat al DOGC el 21 de juny de 1989.
Bigues i Riells Aprovat el 10 de juny de 1997.
Caldes de Montbui Aprovat el 31 de maig de 1994.
Campins Publicat al DOGC del 18 d'octubre de 1996.
Canovelles Publicat al DOGC el 21 de juliol de 2005.
Cànoves i Samalús Aprovat el 4 d'octubre del 1996.
Cardedeu Publicat al DOGC el 4 d'abril de 2001.
Figaró-Montmany Publicat al DOGC el 30 de desembre de 1994.
Fogars de Montclús Aprovat el 31 de gener del 1983.
les Franqueses del Vallès Aprovat l'11 de novembre del 2013.
la Garriga Aprovat el 3 de juliol del 1986.
Gualba Publicat al DOGC el 27 de juny de 2005.
la Llagosta Aprovat el 13 de juny de 1989.
Lliçà d'Amunt Aprovat el 21 d'octubre del 2002.
Lliçà de Vall Aprovat el 17 de desembre de 1984.
Llinars del Vallès Publicat al DOGC el 21 de desembre de 2004.
Martorelles Publicat al DOGC el 21 de març de 2022.
Mollet del Vallès Publicat al DOGC el 28 de d'abril de 1989.
Montmeló Publicat al DOGC l'1 d'abril de 2010.
Montornès del Vallès Publicat al DOGC el 15 de juliol de 1992.
Montseny Publicat al DOGC l'11 de desembre de 2007.
Parets del Vallès Publicat al DOGC el 21 de juliol de 2008.
la Roca del Vallès Aprovat el 17 de maig del 2001.
Sant Antoni de Vilamajor Aprovat el 31 de gener del 1983.
Sant Celoni Publicat al DOGC el 28 de d'abril de 1989.
Sant Esteve de Palautordera Aprovat el 21 de juny del 1984.
Sant Feliu de Codines Aprovat el 12 de febrer de 1991.
Sant Fost de Campsentelles Aprovat el 30 de setembre de 1992.
Sant Pere de Vilamajor publicat al DOGC el 9 de maig del 2002.
Santa Eulàlia de Ronçana Publicat al DOGC el 27 de juny de. 2005
Santa Maria de Martorelles Publicat al DOGC el 16 de febrer de 2006
Tagamanent Aprovat el 2 d'abril de 1993.
Vallgorguina Aprovat el 26 de març de 1991.
Vallromanes Aprovat el 16 de juny de 1983.
Vilalba Sasserra Aprovat el 25 d'octubre de 1984.
Vilanova del Vallès Publicat al DOGC el 26 de gener de 1987.

## Banderes oficials

Aiguafreda Publicada al DOGC el 13 de gener de 1998.
Caldes de Montbui Publicada al DOGC el 14 juliol de 2017.
Canovelles Publicada al DOGC el 25 de maig de 2007.
Cànoves i Samalús Aprovada el 27 de febrer de 2007.
Cardedeu Publicada al DOGC el 5 de febrer de 2002.
Figaró-Montmany Publicada al DOGC el 19 de juny de 1996.
les Franqueses del Vallès Publicada al DOGC el 7 de juliol de 2014.
la Llagosta Publicada al DOGC el 27 d'octubre de 1998.
Lliçà de Vall Publicada al DOGC el 8 de juny de 2001.
Llinars del Vallès Publicada al DOGC el 6 de febrer de 2012.
Martorelles Publicada al DOGC el 8 d'agost de 2016.
Mollet del Vallès Publicada al DOGC el 3 de setembre de 1990.
Montmeló Publicada al DOGC el 25 de febrer de 2014.
Montornès del Vallès Publicada al DOGC el 14 de febrer de 1994.
Parets del Vallès Publicada al DOGC el 28 de gener de 2010.
Sant Celoni Publicada al DOGC el 5 de juny del 1991.
Sant Fost de Campsentelles Publicada al DOGC el 20 de juliol de 2022.
Sant Pere de Vilamajor Publicada al DOGC l'11 de juny de 2007.
Santa Eulàlia de Ronçana Publicada al DOGC el 4 de març de 2013.
Santa Maria de Martorelles Publicada al DOGC el 29 de juny de 2007.
Tagamanent Publicada al DOGC el 25 de setembre de 2001.
Vallromanes Publicada al DOGC el 27 de juny de 2019.